# 科隆比
科隆比（法語：Colomby，法語發音：[kɔlɔ̃bi]）是法国芒什省的一个市镇，属于瑟堡区。

## 地理
科隆比（49°27'23"N, 1°29'35"W）面积11.16 平方千米，位于法国诺曼底大区芒什省，该省份为法国西北部沿海省份，西、北、东北三面环大西洋，东起顺时针与卡爾瓦多斯省、奧恩省、马耶讷省和伊勒-维莱讷省接壤。
与科隆比接壤的市镇（或旧市镇、城区）包括：弗洛特芒维尔、比尼维尔、戈勒维尔、欧特维尔博卡日、略桑、马涅维尔、莫维尔、于尔维尔。

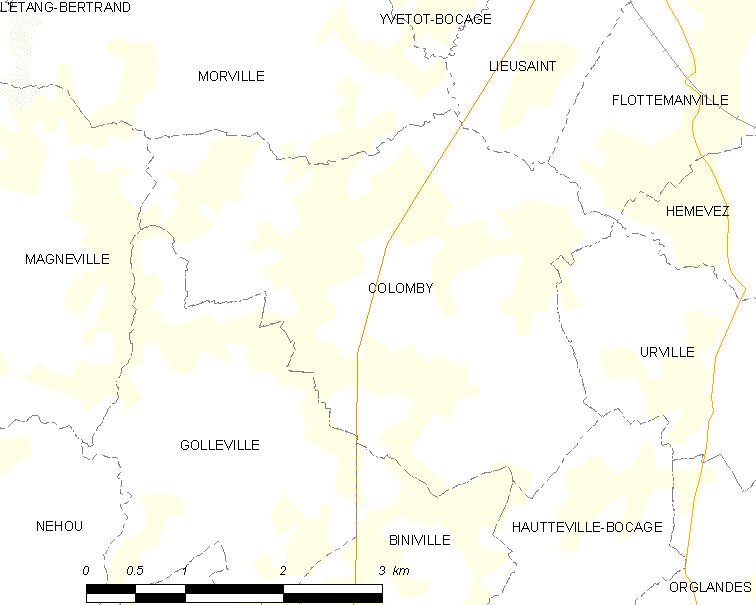
科隆比的OSM定位图

科隆比的时区为UTC+01:00、UTC+02:00（夏令时）。

## 行政
科隆比的邮政编码为50700，INSEE市镇编码为50138。

## 政治
科隆比所属的省级选区为科唐坦地区布里克贝克县。

## 人口

1962-2008年间科隆比人口变化图示

科隆比于2022年1月1日时的人口数量为566人。